# خورشیدگرفتگی ۲۱ ژوئن ۲۰۵۸
خورشیدگرفتگی ۲۱ ژوئن ۲۰۵۸ (به انگلیسی: Solar eclipse of June 21, 2058) یک خورشیدگرفتگی از نوع خورشیدگرفتگی جزئی است. این خورشیدگرفتگی در تاریخ ۲۱ ژوئن ۲۰۵۸ میلادی (‎۳۱ خرداد ۱۴۳۷ خورشیدی) روی خواهد داد که زمان اوج آن، ساعت ۰:۱۹:۳۵ به‌وقت ساعت هماهنگ جهانی است.